# Panokseon

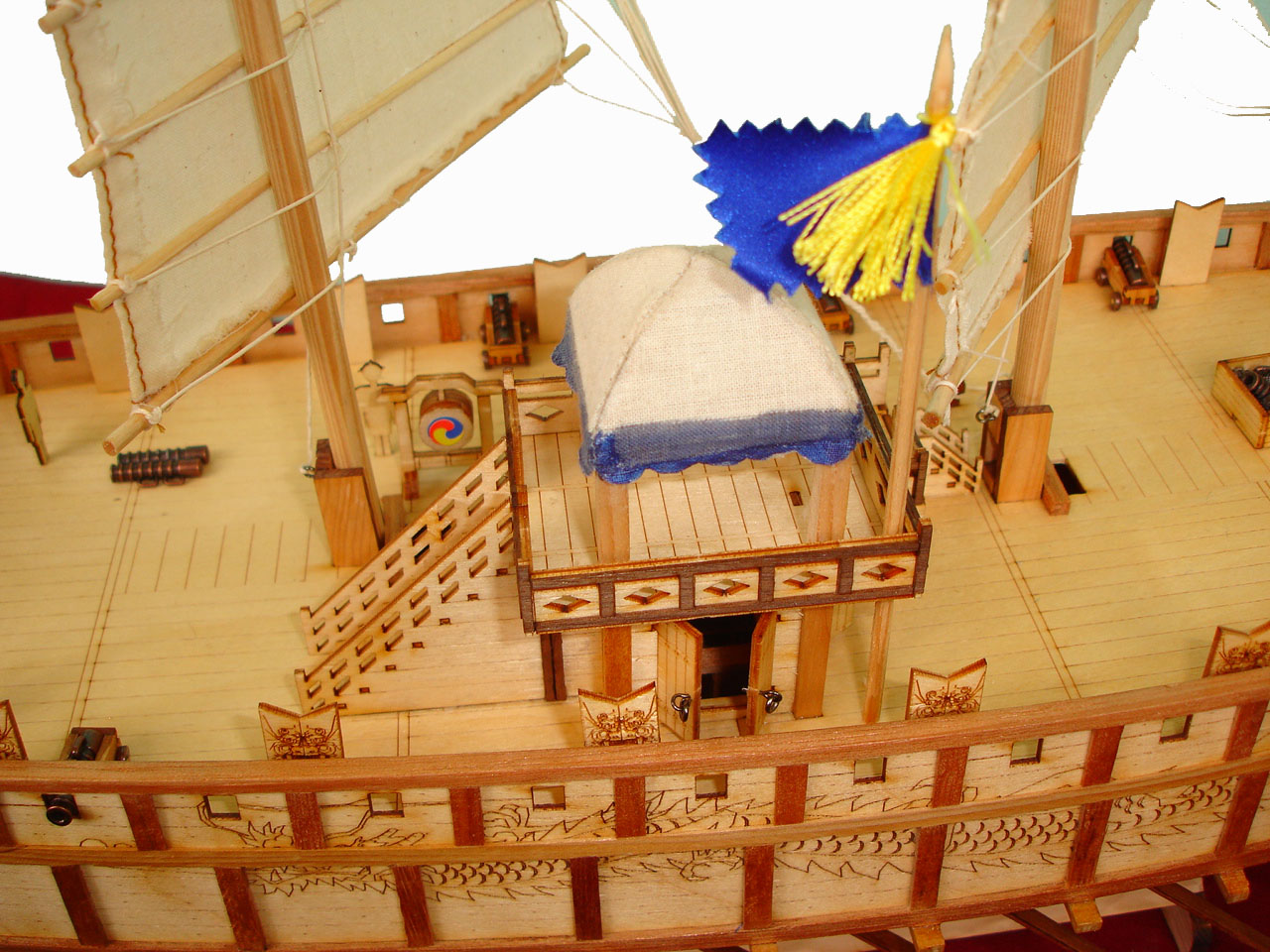
Maquette de panokseon centrée sur le poste d'observation du capitaine.

Le panokseon est un navire de guerre (navire à « toit couvert » ou à « superstructure ») propulsé par rames et voiles, classe principale des navires de guerre utilisés par la dynastie Chosŏn de Corée à la fin du XVIe siècle. Le premier navire de cette classe est construit en 1555. C'est un solide navire en bois de pin qui joue un rôle décisif dans les victoires sur la marine japonaise pourtant en supériorité numérique pendant la guerre Imjin à partir de 1592. L'amiral Yi Sun-sin (1545-1598) de la marine Joseon les emploie avec beaucoup de succès aux côtés des bateaux tortue.
Ses multiples ponts constituent un élément clé du panokseon. La première plate-forme porte le personnel non-combattant, comme les rameurs, positionnés entre le pont principal et le pont supérieur, à l'abri du feu ennemi. Le personnel combattant est stationné sur le pont supérieur, ce qui lui permet d'attaquer l'ennemi à partir d'un point de vue plus élevé. En outre, une plate-forme surélevée d'observation couverte où se tient le commandant se trouve sur le pont.

## Caractéristiques

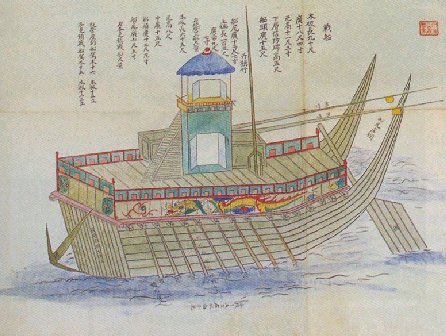
Dessin d'un panokseon

En continuité avec la structure traditionnelle des navires coréens, le panokseon possède une coque en forme de U et une carène plate. Cette caractéristique est due à la nature des eaux côtières coréennes qui ont une grande amplitude de marée et des plaines de marée plates et étendues. Une carène plate permet un navire de s'asseoir confortablement sur l'estran quand la marée est basse après son arrivée à terre ou à l'intérieur d'un quai à marée haute. Elle assure également une plus grande mobilité et un faible tirant d'eau et en particulier permet à un navire de faire des changements brusques de direction à court terme. Ce panokseon est l'une des principales raisons pour lesquelles l'amiral Yi a pu employer la formation en aile de grue avec un grand succès à la bataille de Hansando.
Les panokseons sont propulsés à la fois par voiles et par rames. Parmi les deux types de base de voile, carrée et latine, la carrée est efficace au portant mais ne permet pas de bien naviguer au près, alors que la voile latine à l'avant et à l'arrière excelle contre le vent, bien que nécessitant une grande équipe pour la gérer. En Occident, les voiles carrées sont utilisées dans les galères de la Grèce antique et les drakkars scandinaves, et les voiles latines dès les navires dromon méditerranéens du Moyen Âge. Lorsque commence l'époque des grandes découvertes au XVe siècle, les navires à multiples mâts équipés des deux types de voiles font finalement leur apparition. En Corée, les navires équipés de voiles latines sont en usage depuis le VIIIe siècle. Les panokseons et les gŏbuksŏn disposent de deux mâts par défaut et leur position et angle de navigation sont facilement manœuvrables de sorte que les voiles peuvent être utilisées par tous les vents, qu'ils soient contraires ou favorables.
Les navires possèdent deux ou trois niveaux montés les uns sur les autres. Avec plusieurs niveaux, les rameurs au fond sont relativement en sécurité et les marins au sommet disposent de l'avantage de la hauteur sur l'ennemi sur lesquels ils tirent de haut en bas et évitent l'abordage du navire. Sur le pont supérieur est installée une tour au milieu du navire, utilisée pour le commandement et l'observation. Le pont du panokseon est large et plat, le rendant idéal pour l'installation de canons.
Les panokseons se présentent sous différentes tailles, de la version moyenne 20 m de long à la version longue de 30 m. Le navire compte habituellement de 8 à 10 rames de chaque côté, de 50 à 60 rameurs et marins et 125 autres marins (c'est-à-dire des soldats).

## Construction
En raison des eaux agitées autour des côtes de la Corée ainsi que des brusques changements de marées et de courants, les bateaux coréens à travers l'histoire ont dû être solides. La tradition de la construction navale coréenne créé donc des navires simples mais structurellement très solides. Tout au long de l'histoire navale de la Corée, c'est la force et la puissance qui sont recherchées plutôt que la vitesse.
Deux types de bois sont utilisés pour construire les panokseons : le pin pour la coque et le chêne pour les chevilles et les mâts. Le chêne est un bois solide mais lourd, de sorte que son utilisation sur les navires est limitée au cadre. Le pin est également solide mais beaucoup plus léger. Le pin est généralement utilisé de façon partielle de sorte qu'il se plie facilement et ne devient pas trop rigide. Malgré ses avantages, le pin a beaucoup de nœuds et doit être coupé dans l'épaisseur et le panokseon est donc construit en utilisant des bois épais. Au lieu de clous de fer, les panokseons sont maintenus ensemble au moyen de chevilles de bambou, d'indentations correspondantes et de dents de verrouillage. Cela signifie que ses planches absorbent l'eau et les éléments de fixation élargis ne rouillent pas, ce qui entraîne une plus grande intégrité de la coque.

## Armement
Les panokseons ont à bord plusieurs sortes de canon, comme ceux nommés « ciel », « terre », « noir » et « jaune ». « Ciel » est le plus grand canon avec la plus grande portée et le canon le plus commun sur les navires. « Terre » est un canon plus petit et « noir » et « jaune » sont plus petits encore. Le canon « ciel » tire des daejon (longues et épaisses flèches en forme de fusée) avec une portée de 500 m ainsi que des chŏlhwan (coups de canon) qui peuvent voyager jusqu'à une distance de 1 km. Le wangu, une sorte de mortier qui envoie  des obus d'environ 25 cm, est également utilisé par la marine coréenne. Les hwach'as sont également utilisés sur les panokseons.
Un autre aspect remarquable des lourdes armes à feu de la Corée est qu'elles n'ont pas toutes été inventées pour répondre à l'urgence soudaine de la guerre. Ces armes, en fait, apparaissent quelque 200 ans avant les invasions de Hideyoshi de la Corée. Grâce aux efforts de Choi Mu-seon, général et chimiste, la Corée a commencé à fabriquer et développer la poudre à canon et des armes basées sur la puissance. Les canons coréens sont entrés en action en 1380 contre une grande flotte de bateaux de pirates japonais et se sont révélés être un grand succès.
Au XVe siècle, sous la conduite du roi Sejong, lui-même pionnier de la recherche scientifique, les performances de cette artillerie lourde s'améliorent de façon spectaculaire. Après avoir bâti une série de canons à côté de la cour royale et après beaucoup d'expérimentation et d'étude, le roi Sejong augmente enfin la portée des canons de 300 à 1 000 m. Les canons de marine sont également développés à cette époque et, parmi eux, les canons « ciel », « terre », « noir » et « jaune » ensuite utilisés par Yi Sun-sin. Le développement de l'artillerie se poursuit régulièrement après le roi Sejong et voit l'invention de la bigyeokjincholloe, grenade à retardement qui projette des centaines de fragments de métal en explosant  et la dapoki, machine capable de tirer de nombreuses flèches à la fois. L'un des types de ces canons lance des flèches avec un tuyau rempli de poudre qui traverse jusqu'à 10 navires effectuant des trous dévastateurs.
Pendant les invasions japonaises de la Corée, cette dernière manque de fusils de pointe mais possède plusieurs types de puissants canons.

## Comparaison avec les navires du guerre japonais
Les différences entre les panokseon et les navires japonais sont significatives. Les équivalents japonais sont les grands navires de la classe des atakebune et les navires de taille moyenne de la classe sekibune. Contrairement à celles des panokseon, les coques des navires japonais sont en arcs pointus en forme de V. Une partie inférieure pointue est favorable à un cours rapide ou aux voyages à longue distance en pleine mer à cause de la résistance moindre de l'eau (ces navires ont par conséquent une vitesse de croisière plus rapide). Cependant, étant donné que cette variété de coque a un tirant d'eau plus profond (pénètre plus profondément dans l'eau), le rayon de braquage du navire est considérablement plus grand et le changement de direction est donc un long processus. En outre, il est plus difficile pour les navires avec de grands tirants d'eau de naviguer les eaux étroites et profondes. Les navires japonais sont donc largement moins maniables que les panokseons dans les eaux des canaux étroits de la Corée.
Les navires sekibunes de taille moyenne, les petites embarcations et la plupart des navires de transport japonais ont un seul mât et ne peuvent donc naviguer qu'avec des vents favorables. L'atakebune est une exception en ce qu'il possède deux mâts, mais les principales pièces de ce navires sont gréées en carré et leurs voiles ne peuvent être utilisées que dans des vents favorables.
Il est aussi intéressant de comparer les coques des navires de guerre respectifs des deux pays et leur force relative. Le panokseon utilise d'épaisses planches de haute densité, donnant une solidité globale à la structure du navire. Les navires de guerre japonais sont structurellement plus faibles en raison des bois minces et de densité inférieure utilisés pour les construire, en particulier le cèdre et le sapin. Ce sont des bois légers et parce qu'ils n'ont pas autant de nœuds que le pin, peuvent être coupés plus mince. Le sekibune en particulier, navire de guerre standard de la flotte japonaise, est construit pour être aussi léger que possible, ce qui augmente sa vitesse au détriment de son intégrité structurelle. Ce choix de construction est cohérent avec la tactique navale traditionnelles japonaise de l'époque qui met l'accent sur l'abordage des navires ennemis et l'engagement de leurs troupes dans des combats au corps à corps.
Une autre différence majeure est l'utilisation de clous de fer par rapport à l'utilisation de chevilles en bois pour maintenir la cohésion du navire. Comme mentionné précédemment, les navires coréens sont maintenus ensemble par emboîtement de dents dans le bois et des chevilles de bois. Les navires de guerre japonais, en revanche, comptent sur des clous de fer qui, avec le temps, favorisent la corrosion et la rouille qui affaiblissent finalement la coque.
Cette différence dans l'intégrité structurelle détermine également le nombre de canons qui peuvent être installés à bord. Parce que les navires japonais n'ont pas la force de résister au recul du canon, même la plus grande classe de navire, les atakebune, ne peuvent transporter que trois ou quatre canons tout au plus. Un sekibune ne peut en emporter qu'un seul. Un panokseon en revanche peut transporter au moins 26 canons, mais le plus souvent en comprend plus (peut-être jusqu'à 50). Par ailleurs, étant donné que les coques des navires de guerre coréens sont assez solides, ils sont en mesure d'emporter un grand nombre de canons à longue portée. Ceux-ci peuvent être installés facilement sur le grand pont supérieur des navires panokseon et leur angle configuré à volonté pour augmenter leur portée. Comme les navires de guerre japonais ne sont conçus que pour un nombre très limité de canons, leurs marins utilisent principalement des arquebuses qui ont une portée de 100 à 200 m et les commandants des forces navales japonaises sont sûrs qu'une volée de balles de ces arquebuses balaiera les ponts des navires ennemis et permettra l'emploi des grappins suivi de l'abordage.
La stratégie navale traditionnelle et principale utilisée par les Japonais est celle de l'« agrippement et abordage » selon laquelle les marins tentent de monter à bord d'un navire ennemi et engagent des combats à l'épée sur les ponts. Cette méthode est utilisée principalement parce que les soldats japonais excellent au combat de mêlée et parce que leurs navires sont très rapides. Le concept de bataille navale de la marine japonaise repose donc sur un combat entre équipages plutôt qu'entre les navires eux-mêmes. Stratégie navale la plus courante dans le monde pendant cette période, elle est également utilisée par les Espagnols et les flottes locales de l'océan Indien et de la Méditerranée. Comme elle utilise des navires de guerre et une puissance de feu supérieurs, la marine de guerre coréenne s'engage, elle, dans un type de guerre navale à distance et plus moderne. Pendant les invasions japonais de la Corée, un grand nombre des navires de transports et de guerre du Japon sont détruits sous la conduite et avec les stratégies de l'amiral Yi Sun-shin, sa puissance de feu supérieure et sa connaissance des points stratégiques dans une situation qui équivaut à l'avantage du terrain à domicile.